# Belgische wetgevende verkiezingen 1850
Gedeeltelijke wetgevende verkiezingen vonden plaats in België op dinsdag 11 juni 1850. Er waren enkel verkiezingen voor de helft van de Kamer van volksvertegenwoordigers, namelijk de zetels in de provincies Antwerpen, Brabant, Luxemburg, Namen en West-Vlaanderen.
De zittende liberale regering-Rogier I steunt op een liberale meerderheid in het parlement.
Bij deze verkiezingen verliezen de liberalen zes zetels ten voordele van de katholieken. De liberaal Jean Osy behoort vanaf deze verkiezingen tot de katholieken, waardoor de liberalen in totaal zeven zetels verliezen, maar hun meerderheid wel behouden. Alle zittende katholieken werden herverkozen.

## Uitslagen
| Arrondissement | Te verkiezen          | Stemgerechtigden | Kiezers | Opkomst | Resultaat                   |
| -------------- | --------------------- | ---------------- | ------- | ------- | --------------------------- |
| Brussel        | 1 sen. (buitengewoon) |                  | 6.094   |         | François Dindal herverkozen |

| Arrondissement             | Te verkiezen | Stem- gerechtigden | Kiezers | Opkomst | Kandidaten en resultaat |
| -------------------------- | ------------ | ------------------ | ------- | ------- | --- |
| Antwerpen                  | 5 volksv.    |                    | 4.264   |         | / Jean Osy herverkozen (4.060 stemmen) Laurent Veydt herverkozen (2.466 stemmen) Charles Rogier herverkozen (2.408 stemmen) Jean Loos herverkozen (2.401 stemmen) Hyacinthe de Baillet herverkozen (2.309 stemmen)                                                                                         |
| Turnhout                   | 2 volksv.    |                    |         |         | Jean-Baptiste Coomans herverkozen Charles de Merode-Westerloo nieuw verkozen Albéric du Bus de Gisignies niet herkozen |
| Mechelen                   | 3 volksv.    |                    |         |         | Florentin de Brouwer de Hogendorp herverkozen Armand de Perceval herverkozen Félix van den Branden de Reeth herverkozen bij ballotage tegen Peeters-Schram |
| Brussel                    | 9 volksv.    |                    | 6.077   |         | Verkozen: Charles de Brouckère, Daniel Léon Cans, Auguste Orts, Charles Thiéfry, Pierre-Théodore Verhaegen, Ernest de Steenhault de Waerbeek, Adolphe Roussel, François Anspach en Eugène Prévinaire |
| Leuven                     | 4 volksv.    | 3.619              | 3.195   | 88,3%   | Jean-Marie de Man d'Attenrode herverkozen Edmond de la Coste nieuw gekozen Louis Landeloos nieuw gekozen Léon de Wouters d'Oplinter nieuw gekozen Charles de Luesemans, niet herkozen Pierre Christiaens, niet herkozen Joseph François Van den Berghe de Binckum, niet herkozen Schollaert, niet verkozen |
| Nijvel                     | 4 volksv.    |                    |         |         | Félix de Merode herverkozen Edouard Mercier herverkozen Hippolyte Trémouroux herverkozen François Mascart herverkozen |
| Brugge                     | 3 volksv.    |                    |         |         | Paul Devaux herverkozen Ernest Peers herverkozen Antoine Sinave herverkozen |
| Kortrijk                   | 3 volksv.    |                    |         |         | Désiré de Haerne herverkozen Bernard Boulez herverkozen Ernest Vandenpeereboom herverkozen |
| Veurne                     | 1 volksv.    | 626                | 335     | 53,5%   | Joseph Clep herverkozen met 319 stemmen |
| Diksmuide                  | 1 volksv.    | 768                | 710     | 92,4%   | Zie onder |
| Oostende                   | 1 volksv.    |                    |         |         | Jean-Ignace Van Iseghem herverkozen |
| Roeselare                  | 2 volksv.    |                    |         |         | Barthélémy Dumortier herverkozen Alexander Rodenbach herverkozen |
| Tielt                      | 2 volksv.    |                    |         |         | Felix de Mûelenaere nieuw verkozen Philippe Le Bailly de Tilleghem herverkozen Joseph Ferdinand Toussaint niet herkozen |
| Ieper                      | 2 volksv.    |                    |         |         | Charles-Louis Van Renynghe herverkozen |
| Aarlen                     | 1 volksv.    |                    | 269     |         | Victor Tesch herverkozen (263 stemmen) |
| Bastenaken                 | 1 volksv.    |                    |         |         | Constant d'Hoffschmidt herverkozen |
| Marche                     | 1 volksv.    |                    | 403     |         | Théodore Jacques herverkozen (207 stemmen) tegen Orban (191 stemmen) |
| Virton                     | 1 volksv.    |                    |         |         | Geen verkozene in de eerste ronde; Jean-Baptiste Pierre herverkozen bij ballotage tegen d'Huart |
| Arrondissement Neufchâteau | 1 volksv.    |                    | 209     |         | Dieudonné Jullien herverkozen (200 stemmen) |
| Namen                      | 3 volksv.    |                    | 1.969   |         | François Moncheur herverkozen Xavier Lelièvre herverkozen Constantin Moxhon herverkozen in ballotage tegen Wasseige |
| Philippeville              | 1 volksv.    |                    | 365     |         | Georges de Baillet Latour herverkozen (355 stemmen) |
| Dinant                     | 2 volksv.    |                    |         |         | Xavier Victor Thibaut herverkozen Hadelin de Liedekerke Beaufort herverkozen |

### Verkiezing te Diksmuide
Liberaal Pierre De Breyne was zittend volksvertegenwoordiger voor het arrondissement Diksmuide. Hij werd bij deze verkiezingen aanvankelijk verslagen door Léandre Desmaisières (Katholiek) met een meerderheid van slechts drie stemmen, maar het kiesbureau stelde vast dat er meer stembiljetten dan stemmers waren, waarop zijn verkiezing ongeldig werd verklaard. De verkiezing werd overgedaan waarbij de aanhangers van Desmaisières de stemming boycotten. Aldus had (bij de eerste stemming) Desmaisières de meeste stemmen maar zonder de vereiste meerderheid (Desmaisières 355 stemmen, De Breyne 353 stemmen, vereiste meerderheid 356).
Bij opening in november van de Kamer annuleerde deze de verkiezing. Op 12 december 1850 vond een herverkiezing plaats in Diksmuide. Deze werd gewonnen door De Breyne.

## Verkozenen
- Kamer van volksvertegenwoordigers (samenstelling 1848-1852)